# 乔·考克斯
海倫·喬安妮·“喬”·考克斯（原姓利德比特（英語：Leadbeater），1974年6月22日—2016年6月16日），英国女性政治人物，工党党员，2015年5月被选举成为巴特利和斯彭的国会议员，2016年6月于任内遇刺身亡。
考克斯生于西约克郡巴特利，1995年毕业于剑桥大学，起初从事政治助理工作，后加入国际人权组织乐施会，并开始其政治生涯，
2016年6月16日，考克斯於被刺客以手槍及利刀行刺后不治身亡，为英国1990年以来第一位遇刺身亡的在职议员。被刺事件发生在英国退出欧盟公投举行前一周的敏感时期，对英国乃至欧盟政治、经济等均造成一定程度的影响。

## 早年生涯
考克斯1974年6月22日生于英国西约克郡巴特利，在Heckmondwike长大，她的母亲是一名学校秘书，父亲在一家牙膏和发胶工厂工作。考克斯在一家文法学校读书。1995年考克斯毕业于剑桥大学彭布罗克学院，取得文学士学位，之后赴伦敦政治经济学院进修。

## 国会议员
2015年英国大选中，考克斯被提名接任由迈克·伍德（Mike Wood）空出的巴特利和斯彭选区的国会议员席位。巴特利和斯彭选区历来支持工党，考克斯顺利当选，并取得43.2%的支持，为工党赢得6051张选票。
2015年6月3日，考克斯在英国下议院进行了首次演讲。

## 遇刺身亡
2016年6月16日，考克斯在西约克郡选区内的一个图书馆外遭刺客以手槍及利刀暗殺身亡。一名52歲的男子隨後被捕，並聲明因為恐怖攻擊的政策令他發起這次刺殺。

## 个人生活
考克斯的丈夫布兰登·考克斯（Brendan Cox）曾在戈登·布朗首相的第二任内阁中任国际发展顾问。俩人育有两个子女，考克斯逝世时，仅有五岁和三岁。